# Castello di Račice
Il castello di Račice (in ceco Zámek Račice) si trova nell'omonima frazione del comune di Račice-Pístovice nel Distretto di Vyškov, Moravia Meridionale in Repubblica Ceca. Si tratta di un importante edificio rinascimentale Stile Impero successivamente modificato Stile Impero considerato monumento culturale nazionale che risale nelle sue prime strutture al XIV secolo.

## Storia

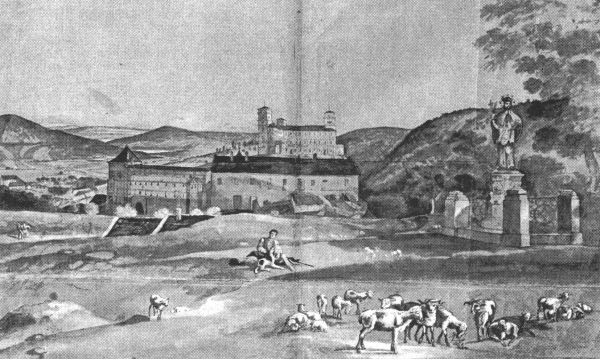
Il castello di Račice in una stampa del 1846

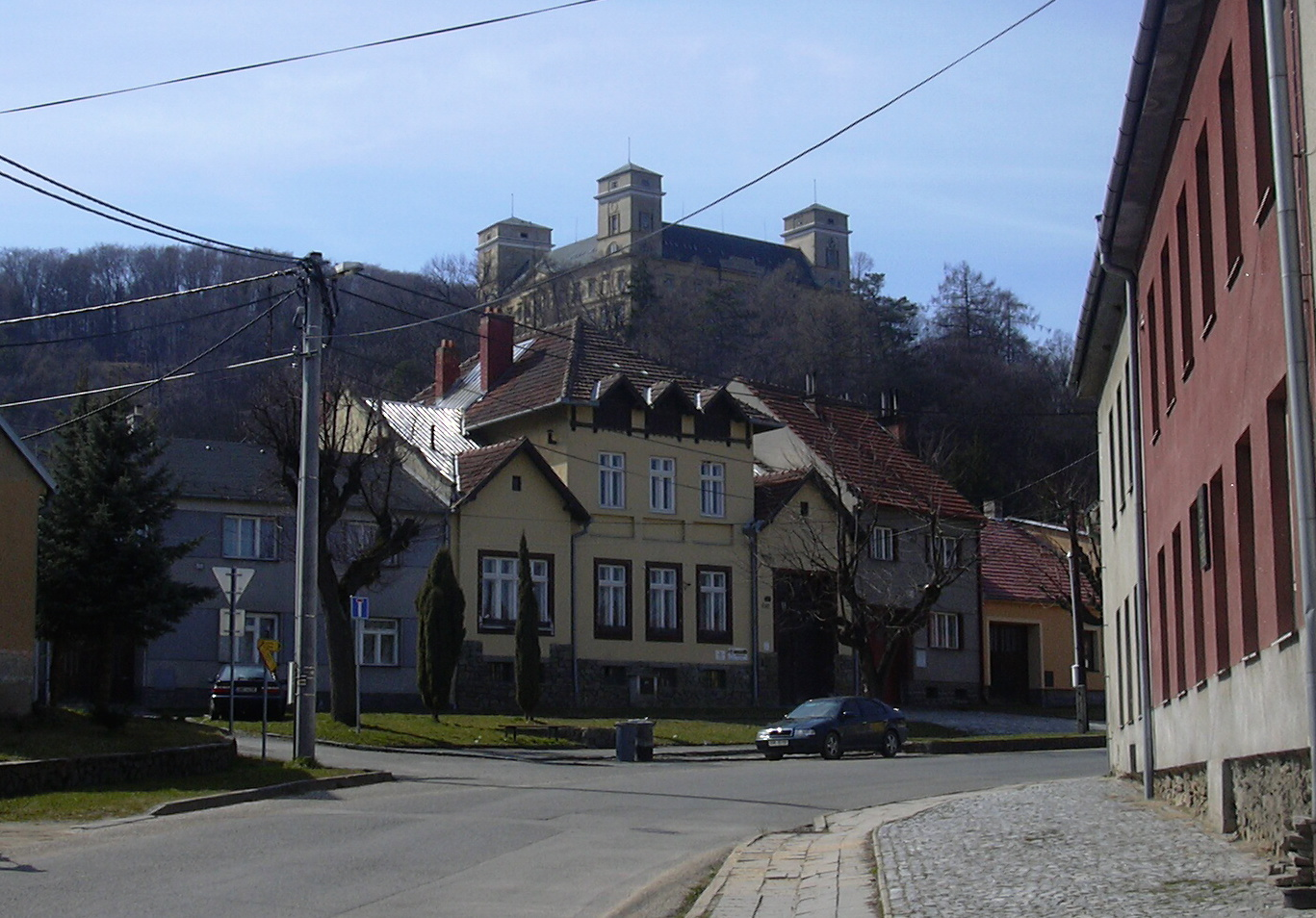
IL castello di Račice visto dal centro abitato

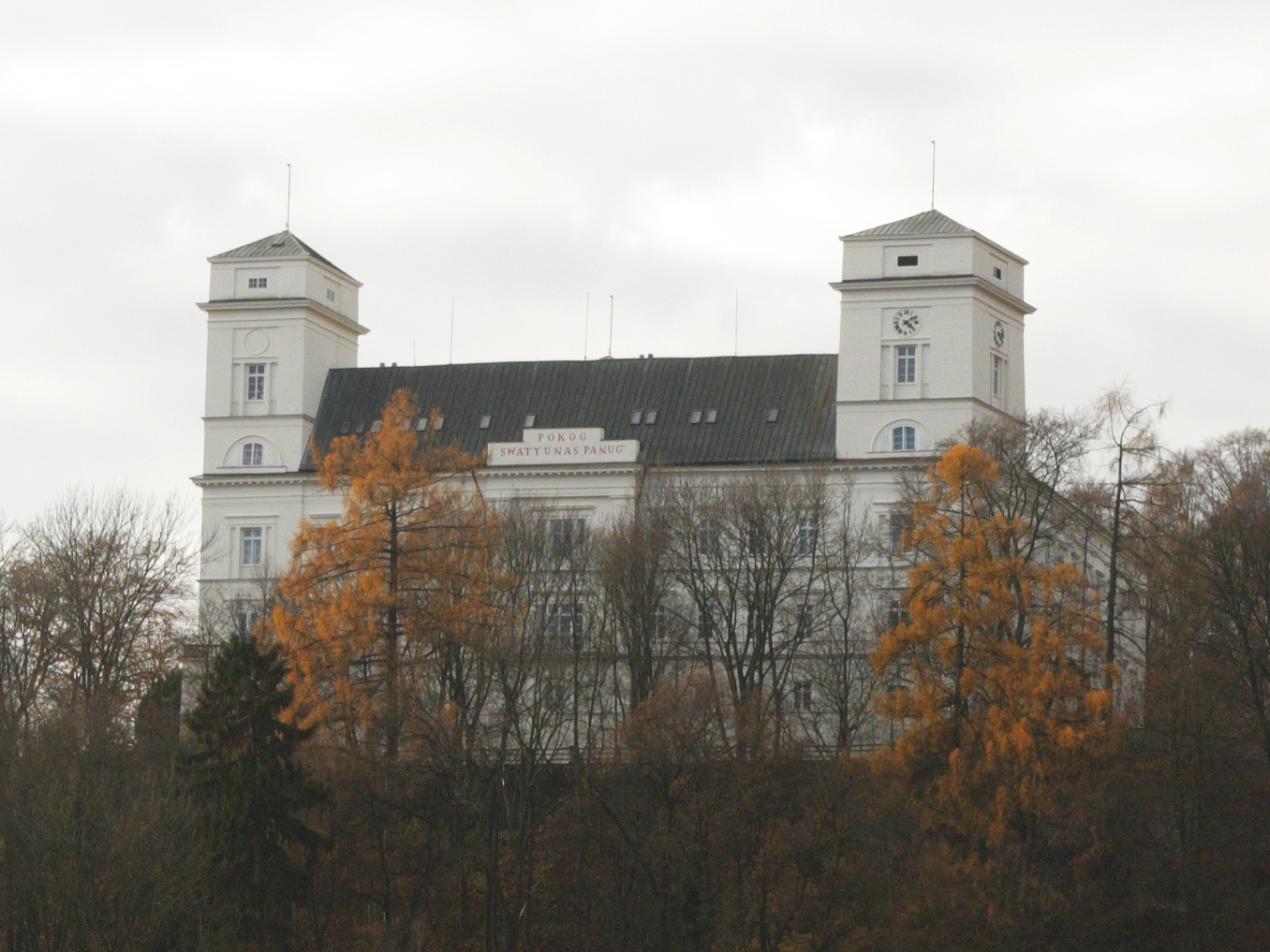
Facciata settentrionale del castello

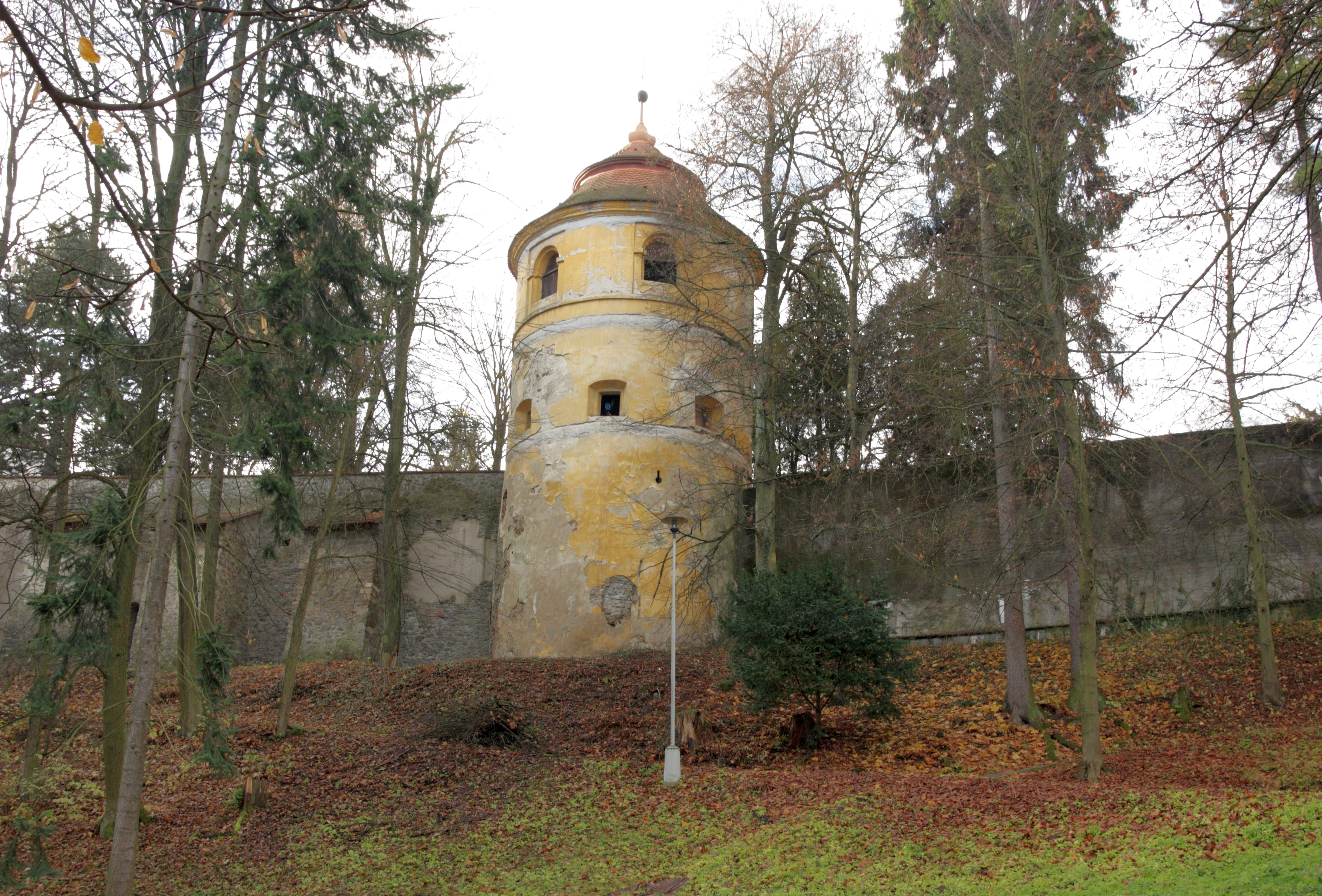
Parte delle mura con torrione nel 2017, prima dei lavori di restauro

Originariamente a Račice sorgeva un castello su un'alta collina tra i torrenti Podomnicí e Holubský controllato da Federico di Linava. Dopo la sua parziale distruzione fu nuovamente restaurato a metà del XIV secolo ed entrò in possesso prima dei signori di Lipa e poi, nel 1376, dagli Šternberk. Nel 1399 Markvart di Šternberk consegnò il castello a Petar Plumlovský di Kravař e in seguito, nel 1420, venne ereditato da Jindřich Plumlovský, che prese parte alle rivolte degli Hussiti e nel 1422 fu assediato dalle truppe del cardinale e vescovo di Olomouc Jan Železný. Nel 1466 la proprietà passò alla famiglia Boskovic che mantenne il castello per circa un secolo. Nel 1568 la proprietà passò a Račice Hanuš Haugvic di Biskupice, principale esponente politico dei cattolici in Moravia. Questi fece ricostruire in forme rinascimentali e meno di vent'anni dopo lo vendette a Bernard Petřvaldský di Petřval. Le trattative legali per il passaggio di proprietà durarono a lungo a causa della morte del promittente compratore. Già nel 1585 tuttavia, ancor prima della realizzazione legale dell'acquisto, iniziò la costruzione del piano nobile con la ricca decorazione a rilievo dei portici divenendo così uno degli edifici rinascimentali più importanti in Moravia. All'interno del castello furono realizzate due grandi sale con volte a specchio e decorazioni in stucco e i lavori nel castello continuarono fino al 1618. Del periodo di questa ricostruzione rimane il grande piazzale antistante dove si trova la chiesa parrocchiale dell'Assunzione della Beata Vergine Maria. Nel 1598, per disposizione di Hanuš Petřvaldský, venne realizzata anche la cappella del castello. Sembra che all'epoca esistesse anche un giardino più piccolo, che venne ampliato successivamente in forme di parco nel XIX secolo. La tenuta venne cosfiscata a Hanuš Petřvaldský per la sua partecipazione alla rivolta fondiaria del 1618-1620. Poi i suoi proprietari cambiarono abbastanza spesso sino a quando, nel XIX, entrò a far parte dei beni di Wilhelm von Mundy, un imprenditore tessile austriaco e pioniere dell'industria tessile nella zona di Brno. Von Mundy introdusse nella tenuta un allevamento modello di pecore e la lana venne impiegata nelle fabbriche tessili di Podomí e Pístovice. Al Mundy si deve la ricostruzione del grande palazzo nobiliare in Stile Impero anche se la maggior parte delle strutture in stile rinascimentale fu preservata e infatti nelle sue sale si conservano ancora due camini in pietra decorati a rilievo dell'inizio del XVII secolo. Dopo la prima guerra mondiale proprietaria del castello fu la famiglia Schöller e nel settembre del 1938, durante la mobilitazione, servì come quartier generale delle forze armate della Repubblica Ceca. Dopo il 1945 il castello fu confiscato agli Schöller e servì come centro educativo e ricreativo poi, poi per breve tempo, fu utilizzato dal Ministero degli Interni e dal 1959 ospitò una scuola professionale secondaria. Durante questo periodo il castello è stato mantenuto in buone condizioni e dopo il 2016 la scuola si è trasferita a Vyškov lasciando l'edificio inutilizzato. La Regione della Moravia meridionale lo ha venduto alla società e-Finance per la sua trasformazione in struttura ricettiva.

## Descrizione
Il castello si trova a Račice, frazione del comune di Račice-Pístovice nella Moravia Meridionale in Repubblica Ceca. Situato in posizione dominante sull'abitato è un edificio di grandi dimensioni caratterizzato da quattro torri angolari e quattro ali che racchiudono un cortile interno quadrato. La facciata sud orientale mostra modanature con capitelli compositi all'interno ha un portico con terrazza. La nuova strada di accesso al castello attraversa il parco. La terza ala del castello di fronte alla chiesa risale alla ricostruzione nel 1853-1855. 
Il fossato del castello davanti alla porta che si superava col ponte levatoio è rimasto ma sè stato interrato. Il complesso che comprende il castello è un insieme di edifici che formano il corpo di fabbrica con l'originario castello medievale sul lato orientale e la parte successiva costituita da tre ali rettangolari raggruppate a forma di lettera U con la parte aperta lato situato a sud. Tutte le ali del castello sono divise da portici con ricche decorazioni in rilievo rinascimentali e simboli dell'alleanza del costruttore della ricostruzione Hanuš Petřvaldský di Petřvald e della sua famiglia. L'ala nord del castello è decorata con il ritratto del costruttore della ricostruzione storica, il barone Von Mundy, che fece demolire l'originaria ala nord del castello e successivamente la ricostruì con un vestibolo monumentale con colonne ioniche e una scala autoportante.  Davanti al castello si trova un cortile delimitato da un muro di recinzione con parco. Un muro con cancello divide il cortile in una parte appartenente al castello e in una parte che faceva parte del fondo economico situata nel piazzale antistante. In questa parte del cortile sul lato sud si trova la chiesa, l'originaria cappella del castello e sul lato nord il campanile, ricavato dall'originario bastione medievale. Ai piedi della collina si estende un ampio parco all'inglese, delimitato da un muro con porte di accesso settentrionale e orientale.

### Monumento culturale della Repubblica Ceca
La tutela dei monumenti della Repubblica Ceca considera il complesso del castello di Račice col suo parco e i diversi edifici che ne fanno parte un monumento culturale nazionale tutelato col numero di catalogo 1000125264.